# Inspektion (Medizin)
Die Inspektion (lat. inspectio: „Einsicht“, „Durchsicht“) ist die Betrachtung eines Patienten durch den Untersucher. Sie erfolgt als Betrachtung des Körpers, einer Körperregion oder Körperöffnung (zum Beispiel die Mundhöhle, um den Zahnstatus festzustellen) und ist der erste Bestandteil der körperlichen Untersuchung im Rahmen der medizinischen Diagnostik.
Sie folgt der Anamnese.
Durch die Inspektion erhält der Arzt erste objektive Informationen zum allgemeinen Zustand des Patienten, zu Körperbau und Proportionen, Haut, Verhalten sowie eventuell krankheitsbedingten Abweichungen vom gesunden Zustand. Dazu gehört die Blickdiagnostik, die Feststellung von Erkrankungen oder pathologischen Veränderungen durch Ansehen des Patienten bzw. eines Körperteils. An die das Aussehen erfassende Inspektion schließt sich gewöhnlich die Palpation an.
Kriterien bei der Inspektion:
- Bewusstseinslage, Sprache
- Körperhaltung, Bewegungsablauf, Lähmungen, Gang, Mimik und Gestik
- Atemrhythmus (Pathologische Atmungsform)
- Allgemeinzustand, Ernährungszustand, Gewicht und Größe
- Kräftezustand
- Hautfarbe, Behaarung
- Hautauffälligkeiten, Atrophien, Schwellungen
- Deformierungen, Schädelform
- Auffälligkeiten der Augen